# ABDA – Bundesvereinigung Deutscher Apothekerverbände
Die ABDA – Bundesvereinigung Deutscher Apothekerverbände e. V. (ursprünglich Arbeitsgemeinschaft der Berufsvertretungen Deutscher Apotheker) ist die Spitzenorganisation der deutschen Apotheker mit Sitz in Berlin. Sie wurde 1950 gegründet. Mitglieder der ABDA sind alle 17 Landesapothekerkammern sowie alle 17 Landesapothekerverbände. Insgesamt gibt es 17 LAV und 17 LAK, da NRW in zwei Bezirke (Nordrhein und Westfalen-Lippe) aufgeteilt ist.
Zweck ist die politische Vertretung der rund 70.000 berufstätigen Apotheker (Stand: 2023) auf nationaler und internationaler Ebene, die Wahrnehmung und Förderung der gemeinsamen Interessen sowie die Pflege der Zusammengehörigkeit der deutschen Apothekerschaft.
Präsident ist seit Januar 2025 Thomas Preis, der im selben Monat als Nachfolger von Gabriele Regina Overwiening gewählt wurde. Im Dezember 2024 trat Overwiening zwar zur Wiederwahl an, erhielt aber überraschend nur 48 % der Stimmen. Bei der erneuten Wahl im Januar 2025 unterlag sie Preis.
Zu den Institutionen gehören die Avoxa – Mediengruppe Deutscher Apotheker, die Marketing Gesellschaft Deutscher Apotheker, die Arzneimittelkommission der Deutschen Apotheker, das Zentrallaboratorium Deutscher Apotheker, das Deutsche Arzneiprüfungsinstitut e. V. und das Deutsche Apothekenmuseum in Heidelberg.
Zur Bundestagswahl 2017 begann die ABDA Anfang August die Initiative Wahlradar Gesundheit. Die Initiative befragt bis zu 1800 Direktkandidaten der verschiedenen Parteien zu gesundheitspolitischen Themen. Deren Antworten werden gesammelt und grafisch in der Initiative Wahlradar Gesundheit dargestellt.
Im April 2019 wurde der ehemalige Kommunikationschef des Verbandes Thomas Bellartz zu einer Geldstrafe verurteilt. Das Gericht sah als erwiesen an, dass er gemeinsam mit einem Systemadministrator im Bundesgesundheitsministerium (BMG) vertrauliche Daten aus E-Mail-Postfächern von BMG-Mitarbeitern ausgespäht habe, die er für Nachrichten in seinem Onlinedienst Apotheke Adhoc verwendete. Darüber hinaus soll auch die ABDA von Bellartz' Hintergrundwissen profitiert haben, vermutlich jedoch ohne von der illegalen Quelle gewusst zu haben.
Die Bundesvereinigung Deutscher Apothekerverbände ist als Interessenvertretung gegenüber dem Deutschen Bundestag und der Bundesregierung gemäß Lobbyregistergesetz im Lobbyregister eingetragen.